# Чемерика (река)
Чемерика (на гръцки: Ξηροπόταμος, Ксиропотамос) е река в Егейска Македония, Северна Гърция.

## Път
Реката извира южно под връх Кула (1328 m) в планината Боздаг под името Чемерика. Тече на югоизток, приема голям ляв приток, издващ от Коджадаг. Тук на гръцки е наричана Платанорема. При Равика (Калифитос) излиза от планината и завива на югозапад. Тук носи турското име Куручай или на гръцки Ксиропотамос, които означават Суха река. Минава през Драма, като отделя петте му южни квартала – Синикия Ту Статму, Сарандаеклисиотика, Амбелокипи, Неа Стенимахос и Лачища (Проастио), и се влива в Драматица като ляв приток срещу Сандък чифлик (Аркадико) и Чай чифлик (Неа Амисос).